# La Kate i en Leopold
La Kate i en Leopold (títol original en anglès Kate & Leopold) és una pel·lícula estatunidenca dirigida per James Mangold, estrenada el 2001 i doblada al català.

## Argument
Una bretxa del temps transporta el cavaller del segle xix, Léopold, 3r duc d'Albany, a Nova York al segle xxi. Troba la dona de negocis Kate, i neix una història d'amor.

## Repartiment
- Meg Ryan: Kate McKay
- Hugh Jackman: Léopold
- Liev Schreiber: Stuart Besser
- Breckin Meyer: Charlie McKay
- Natasha Lyonne: Darci
- Bradley Whitford: J.J. Camden
- Paxton Whitehead: Oncle Millard
- Spalding Gray: Dr. Geisler
- Charlotte Ayanna: Patrice
- Philip Bosco: Otis
- Kristen Schaal: Miss Tree

## Premis i nominacions
Premis
- 2002: Globus d'Or a la millor cançó original per a Sting (Until)

Nominacions
- 2002: Oscar a la millor cançó original per a Sting (Until)
- 2002: Critics Choice Award a la millor cançó per a Sting (Until)
- 2002: Globus d'Or al millor actor musical o còmic per a Hugh Jackman

## Crítiques
- "Té encant"[3]
- "Meg Ryan fa aquests papers tan ben com es pot fer, i després de 'Sleepless in Seattle' i 'You'veu Got Mail' heus aquí una altra enginyosa història que ens enganya amb la possibilitat que l'amor veritable fracassarà, mentre ens guiña un ull dient que prevaldrà. (...) Puntuació: ★★★ (sobre 4)"[4]